# 恋とそれとあと全部
恋とそれとあと全部（こいとそれとあとぜんぶ）は、住野よるによる長編小説。住野よるのデビュー10作目となる作品である。第72回小学館児童出版文化賞受賞作。単行本のカバーデザインはゴルが担当した。

## あらすじ
夏休み、サブレは、自殺した親戚について調べるために、めえめえを誘って祖父の家に帰省する。学校から出された死についての研究課題のためという嘘の名目で自殺した親戚の家に行く日、サブレの祖父は「死はどこでもあるものなのに本質的に理解できない。だから、あまり引っ張りすぎないように」とアドバイスをして見送る。サブレは「引っ張られるほど感じてみたいんだ」と返した。親戚が自殺した部屋に入ると遺品が整理されていたこともあり、最近まで誰かが住んでいて引っ越したばかりのような清潔な雰囲気だった。サブレはその部屋を見て、生きているものの方が大事だという意味がわかったと感じたと話す。親戚宅訪問の翌日の早朝にサブレとめえめえは祖父宅近くにある神社まで散歩をする。神社でサブレは、自分は小学生の時タナトフォビア（死恐怖症）であったと告白する。タナトフォビアの症状は軽快し、高校生になっても興味が残っていただけだったが、昨日自殺した部屋をみて強烈に死にたくないと感じ、タナトフォビアの症状が1日だけ再発したと語る。その日の夜、サブレの祖父が喘息発作を起こす。救急要請後、めえめえとサブレは自分たちの死生観について語り、その延長でお互いの悪いところや面倒なところを伝え続ける。めえめえは普通なら喧嘩をするところなのに、サブレの横にいると楽しいと感じる。翌日、下宿のバスの最寄り駅まで帰った時にめえめえはサブレの事が好きだと告白する。サブレも自分の気持ちを確かめたくてめえめえを旅行に誘ったと告げる。

## 登場人物
めえめえ（瀬戸洋平、せと　ようへい）
高校生。クラスメイトのサブレに片思いをしている。テニス部。
サブレ（鳩代司、くしろ　つかさ）
めえめえの高校のクラスメイト。人と違った考えを持ち、度胸が座っている。ピスタチオが好き。帰宅部。あだ名はツカサブレ→サブレ。

サブレの祖父
白髪オールバックで手入れがされた髭を蓄えたお洒落な人物。
エビナ
サブレとめえめえの下宿仲間。女性。めえめえはサブレ以上に一筋縄ではいかない奴と思っている。サブレとは特別仲が良い。
ダスト
サブレとめえめえのクラスメイト。軽音部で長身の男性。あだ名の由来は入学当初制服の下によく着ていたTシャツに書いてあったバンド名「dustbox」を縮めたもの。
ハンライ
めえめえ、サブレと同じ高校でめえめえと同じテニス部に所属している。男性。めえめえがたぶん一番仲が良いと考えている友人。あだ名は食堂でいつも半ライスをつけていることと、いつも半笑いをしているところから。
彩羽（いろは）
サブレの自殺した親戚の娘。夏休みの課題と称して自殺の調査に来たサブレに対して「お父さんが死んだのを夏休みの思い出にしようとしないで」と憤った。